# Erika Villaécija i García
Erika Villaécija i García (Barcelona, 2 de juny de 1984) és una ex-nedadora d'estil lliure i aigües obertes catalana. És també graduada en Psicologia i especialitzada en Entrenament personal Esportiu.
Resident al Centre d'Alt Rendiment (CAR) de Sant Cugat del Vallès des de 1999, competí inicialment amb el Club Natació Sant Andreu i després amb el Club Natació Sabadell. Ha estat en 4 ocasions nadadora olímpica (2004, 2008, 2012 i 2016). El 5 de novembre de 2018 va anunciar la seva retirada, havent aconseguit un total de 21 medalles internacionals: 6 d'or, 9 d'argent i 6 de bronze.
Un cop retirada de l'esport de competició ha treballat a l'Escola de Santa Clara (CN Sabadell) i a Better Consultants, dins d'un Comitè per a la Prevenció, Detecció i Actuació davant l'assetjament, abús i violència. Al 2021 s'ha incorporat a treballar com a Delegada de Prevenció dins de la Comissió Executiva de la Federació de Natació.

## Palmarès

### Títols destacats

#### 2003
- Medalla d'or en els 800 m lliures en el Campionat d'Europa de natació en piscina curta de 2003 (Dublín).

#### 2004
- Medalla d'or en els 800 m lliures en el Campionat d'Europa de natació de 2004 (Madrid).[4]
- Medalla d'or en els 4x200 m lliures en el Campionat d'Europa de natació de 2004, amb Tatiana Rouba, Melissa Caballero i Laura Roca.[4]

#### 2010
- Medalla d'or en els 800 m lliures en el Campionat del Món de natació en piscina curta de 2010 (Dubai).[4]

### Plusmarques
- 400 m lliures: 4:08.44 (Màlaga, 5-4-2009)
- 800 m lliures: 8:24.08 (Eindhoven, 21-3-2008)
- 1500 m lliures (rècord nacional): 16:00.25 (Roma, 28-7-2009)
- 400 m lliures en piscina curta: 4:02.69 (Debrecen, 15-12-2007)
- 800 m lliures en piscina curta (rècord nacional): 8:12.40 (Dubai, 16-12-2010)
- 1500 m lliures en piscina curta (rècord nacional): 15:37.38 (Castelló de la Plana, 26-11-2009)
- Travessia del Llac de Banyoles: 25'28 (LXI edició, 2004)

### Resultats

#### Jocs Olímpics
| Edició              | 400 m lliures | 800 m lliures | 1500 m lliures | 10 km aigües obertes |
| ------------------- | ------------- | ------------- | -------------- | -------------------- |
| Atenes 2004         | 18a (4:13.03) | 5a (8:29.04)  | 6a (8:02.11)   | -                    |
| Pequín 2008         | -             | 23a (8:29.04) | 16a (8:32.27)  | -                    |
| Londres 2012        | -             | 10a (8:27.99) | -              | 8a (1h.58:49.05)     |
| Rio de Janeiro 2016 | -             | -             | -              | 17a (1h.59:04.08)    |

#### Campionat del Món
| Edició         | 400 m lliures | 800 m lliures | 1500 m lliures | 4x200 m lliures | 10 km aigües obertes |
| -------------- | ------------- | ------------- | -------------- | --------------- | -------------------- |
| Barcelona 2003 | 16a (4:14.10) | 10a (8:36.99) | 11a (16:32.17) | 5a (8:03.84)    | -                    |
| Montreal 2005  | -             | 6a (8:36.34)  | 6a (16:17.92)  | 12a (8:11.24)   | -                    |
| Melbourne 2007 | -             | 4a (8:27.59)  | 4a (16:05.83)  | 12a (8:06.62)   | -                    |
| Xangai 2011    | -             | 11a (8:29.13) | 7a (16:09.71)  | -               | -                    |
| Barcelona 2013 | -             | -             | 15a (16:25.07) | -               | 17a (1h.58:27)       |

#### Campionat del Món en piscina curta
| Edició          | 200 m lliures | 400 m lliures | 800 m lliures | 4x200 m lliures |
| --------------- | ------------- | ------------- | ------------- | --------------- |
| Xangai 2006     | -             | 7a (4:06.87)  | 5a (8:27.17)  | 8a (7:59:85)    |
| Manchester 2008 | 13a (1:57.78) | 5a (4:02.89)  | 3a (8:13.93)  | -               |
| Dubai 2010      | -             | 7a (4:02.69)  | 1a (8:11.61)  | -               |
| Istanbul 2012   | 31a (1:59.66) | 8a (4:05.78)  | 5a (8:16.90)  | -               |

#### Campionat d'Europa
| Edició         | 400 m lliures | 800 m lliures | 1500 m lliures | 4x200 m lliures |
| -------------- | ------------- | ------------- | -------------- | --------------- |
| Berlín 2002    | 8a (4:13.51)  | -             | -              | 2a (8:05.83)    |
| Madrid 2004    | 5a (4:12.89)  | 1a (8:31.26)  | -              | 1a (8:03.41)    |
| Budapest 2006  | 12a (4:14.42) | 10a (8:44.19) | -              | 7a (8:06.86)    |
| Eindhoven 2008 | 5a (4:09.88)  | 2a (8:24.08)  | 2a (16:02.08)  | 8a (8:03.66)    |
| Budapest 2010  | 7a (4:09.73)  | 6a (8:27.07)  | 3a (16:05.08)  | -               |
| Debrecen 2012  | -             | 4a (8:29.21)  | 3a (16:15.85)  | -               |

#### Campionat d'Europa en piscina curta
| Edició        | 200 m lliures | 400 m lliures  | 800 m lliures |
| ------------- | ------------- | -------------- | ------------- |
| Riesa 2002    | -             | 6a (4:09.21)   | 7a (8:30.24)  |
| Dublín 2003   | 16a (1:59.28) | 9a (4:18.19)   | 1a (8:18.65)  |
| Viena 2004    | 9a (1:59.77)  | 3a (4:06.05)   | 3a (8:26.38)  |
| Trieste 2005  | 18a (2:00.53) | 8a (4:06.16)   | 4a (8:20.76)  |
| Helsinki 2006 | 18a (1:59.49) | 6a (4:03.83)   | 3a (8:20.09)  |
| Debrecen 2007 | 17a (1:59:04) | 4a (4:02.74)   | 2a (8:12.40)  |
| Rijeka 2008   | 13a (1:57.85) | 9a (4:03.28)   | 4a (8:13.52)  |
| Istanbul 2009 | 23a (1:59.38) | 6a (4:03.69)   | 2a (8:13.93)  |
| Szczecin 2011 | 15a (1:58.41) | 11a (4:03.02)* | 2a (8:12.23)  |

- En els 400 metres lliures de Szczecin 2011 va quedar tercera en el global de les sèries, per darrere de Melani Costa i Mireia Belmonte, però com a la final només poden classificar-se dues nadadores per estat, va quedar fora de la final.

#### Jocs del Mediterrani
| Edició       | 400 m lliures | 800 m lliures | 1500 m lliures | 4x100 m lliures | 4x200 m lliures |
| ------------ | ------------- | ------------- | -------------- | --------------- | --------------- |
| Tunis 2001   | -             | 1a (8:50.36)  | -              | -               |                 |
| Almeria 2005 | 5a            | 1a (8:38.73)  | 2a             | 2a              | 2a              |

#### Campionat d'Espanya
| Edició                  | 200 m lliures | 200 m papallona | 400 m lliures | 800 m lliures | 1500 m lliures | 4x50 m lliures               | 4x50 m estils                | 4x100 m lliures              | 4x100 m estils               | 4x200 m lliures              |
| ----------------------- | ------------- | --------------- | ------------- | ------------- | -------------- | ---------------------------- | ---------------------------- | ---------------------------- | ---------------------------- | ---------------------------- |
| Palma estiu 2003        | 1a (2:01.92)  | -               | 1a (4:11.26)  | 1a (8:36.71)  | -              | -                            | -                            | -                            | -                            | -                            |
| Valladolid hivern 2003  | 3a (1:59.59)  | -               | 1a (4:07.54)  | 1a (8:24.44)  | -              | -                            | -                            | 3a (3:53.10)                 | 3a (4:20.42)                 | 2a (8:17.35)                 |
| Cadis primavera 2004    | 3a (2:01.23)  | -               | 1a (4:11.61)  | 1a (8:36.86)  | -              | -                            | -                            | -                            | -                            | -                            |
| Barcelona estiu 2007    | -             | 3a (2:15.55)    | 1a (4:09.97)  | 1a (8:54.55)  | -              | 10a (CN Hospitalet, 1:50.95) | 8a (CN Hospitalet, 2:01.24)  | 6a (CN Hospitalet, 3:59.04)  | 4a (CN Hospitalet, 4:21.48)  | 3a (CN Hospitalet, 8:26.51)  |
| Gijón hivern 2007       | -             | -               | 1a (4:12.69)  | 1a (8:33.26)  | 1a (16:24.35)  | 7a (CN Hospitalet, 1:50.75)  | 2a (CN Hospitalet, 2:00.71)  | 5a (CN Hospitalet, 3:57.07)  | 1a (CN Hospitalet, 4:16.97)  | 6a (CN Hospitalet, 8:31.97)  |
| Mallorca primavera 2008 | 3a (2:01.07)  | -               | 1a (4:08.99)  | 1a (8:41.18)  | -              | -                            | -                            | -                            | -                            | -                            |
| Madrid hivern 2008      | 2a (1:57.88)  | -               | 1a (4:03.77)  | 1a (8:20.71)  | 1a (15:53.98)  | 3a (CN Sant Andreu, 1:44.59) | 4a (CN Sant Andreu, 1:54.83) | 7a (CN Sant Andreu, 3:49.12) | 3a (CN Sant Andreu, 4:08.98) | 4a (CN Sant Andreu, 8:06.97) |